# Alexander Archipenko
Alexander Archipenko (Alekszandr Porfirjevics Arhipenko, oroszul: Александр Порфирьевич Архипенко, ukránul: Олекса́ндр Порфи́рович Архи́пенко) (Kijev, 1887. május 30. – New York, 1964. február 25.) ukrán származású amerikai szobrász, a 20. századi szobrászat nagy hatású alakja.

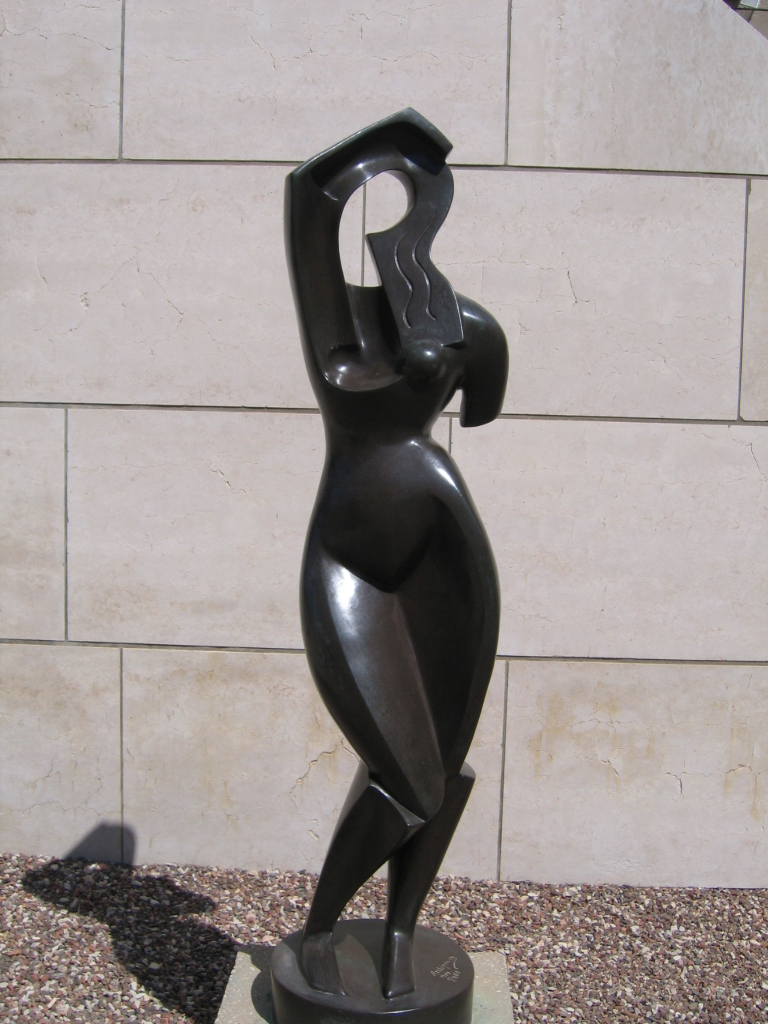
Archipenko: Haját fésülő nő, 1914

## Élete, munkássága
Archipenko Kijevben született, apja Porfirij Antonovics Arhipenko, mérnök volt, anyja Poroszkovia Vasziljevna Mahova Arhipenko. 1902-től 1905-ig a kijevi művészeti iskolában tanult, előbb festészetet, majd szobrászatot. Az akadémikus módszerek nem nyerték el tetszését, és még tanárait is kritizálta, ezért kizárták az iskolából. Ezután egy évig Szvjatoszlavszkij tanítványa volt. 1906-ban Kijevben már volt egy kiállítása, majd még ugyanebben az évben Moszkvába utazott, és itt is voltak kiállításai.
1908-ban Párizsba utazott, ahol az École des Beaux-Arts-on tanult tovább. Az első időkben az orosz művészek kolóniájához tartozott, és olyan művészek között élt, mint Vlagyimir Baranov-Rosszine, Szonja Terk és Natan Altman. 1910 után kubisztikus stílusú szobraival rendszeresen részt vett a Salon des Indépendants és a Salon d’Automne  tárlatán. A kiállításokon együtt állított ki Alekszandra Ekszterrel, Kazimir Maleviccsel, Szonja Terkkel, olyan művészek mellett, mint Pablo Picasso, Georges Braque és André Derain. A művésztársak elismerték, a kritika elutasította, nem egyszer nevetségessé tette. 1912-ben saját művészeti iskolát nyitott, itt rövid ideig Ferenczy Béni is tanítványa volt.
Az 1910-es évek elején alakult ki nála a szobrok tömegformálásának az a módszere, amely a szobrokat konvex és konkáv formák ritmusos váltakozásával alakítja ki. Ezzel a stílussal végeredményben a modern 20. századi szobrászat alapjait fogalmazta meg. Ilyen stílusú szobrai az Ülő nő (1911), Lépő nő (1912), Álló alak (1920). Készített festett reliefeket, szintén a kubizmussal rokon felfogásban, de művészetét nem lehet besorolni egyetlen irányzatba sem. Egymás után egészen eltérő jellegű szobrokat készített: az 1912-es Medrano I című szobrán a különböző anyagok használatát próbálta ki, az 1913-as Boxmérkőzésen a nonfigurativitás határait feszegette. Tagja lett a Section d’ornak, rendszeresen kiállított velük.
Résztvevője volt a nagy visszhangot kiváltó 1913-as Armory Show-nak New Yorkban, és kiállított a budapesti Művészház tárlatán is. 1920-ban egyéni kiállításon szerepelt a XII. Velencei biennálén. 1921-ben megnősült, felesége Angelica Schmitz, szintén szobrász volt. 1921-ben Berlinben is nyitott egy magán művészeti iskolát, a következő évben pedig részt vett a berlini van Diemen-galéria „Első Orosz Művészeti Kiállítás”-án. A tárlaton részt vett többek közt Alekszandra Ekszter, Kazimir Malevics, Szolomon Nyikritin és El Liszickij is.
1923-ban Amerikába költözött, és 1929-ben megkapta az amerikai állampolgárságot. Itt is nyitott egy iskolát New Yorkban, egy nyári iskolát pedig Woodstockban. 1924-ben készítette Archipentura című művét, amely a festmény és a mozgás összekapcsolásával a kinetikus művészet előfutára lett. 1936-ban kiállított a Kubizmus és absztrakt művészet kiállításon, emellett számos más amerikai és európai tárlaton is szerepelt.
Részt vett a Moholy-Nagy László által, az Illinois Institute of Technology keretén belül, 1937-ben alapított „Új Bauhaus” munkájában. Több amerikai egyetemen tanított, illetve tartott előadásokat, az 1950-es években pedig a déli államokban tett előadókörutat. 1948-ban új anyagot vont be a szobrászat eszköztárába: ekkor mutatta be belülről megvilágított plexiszobrát. Megbecsülését jelzi, hogy 1953-ban az International Institute of Arts and Lettres tagjává választották, 1960-ban pedig megjelentették az Archipenko ötven éve, 1908–1958 című könyvet, amely saját és ötven műkritikus írását tartalmazta. 1963-ban és 1964-ben Rómában, Milánóban és Münchenben volt nagyszabású kiállítása. Archipenko 1964-ben hunyt el New Yorkban.